# Nordic Optical Telescope
Il Nordic Optical Telescope è un telescopio situato all'Osservatorio del Roque de los Muchachos, di proprietà della The Nordic Optical Telescope Scientific Association (costituita da Danimarca, Svezia, Norvegia, Finlandia e dal 1997 Islanda). Il telescopio è di tipo riflettore, con uno specchio del diametro di 2,56 m e tra i primi a utilizzare un sistema di ottica attiva.